# Championnat du monde d'endurance équestre
Le championnat du monde d'endurance équestre a lieu pendant les Jeux équestres mondiaux, et délivre tous les quatre ans un titre de champion du monde individuel et un titre de champion du monde par équipe nationale.

## Histoire
En 2016, l'organisation de la compétition, initialement prévue à Dubaï, a été déplacée en raison de protestations internationales contre l'absence de respect des chevaux d'endurance par les Émirats arabes unis : la compétition s'est tenue à Samorin en Slovaquie.

## Villes organisatrices
jeux équestres mondiaux
- 1990 : Stockholm en Suède
- 1994 : la Haye aux Pays-Bas
- 1998 : Rome en Italie
- 2002 : Jerez de la Frontera en Espagne
- 2006 : Aix-la-Chapelle en Allemagne
- 2010 : Lexington dans le Kentucky aux États-Unis
- 2014 : Caen (Basse-Normandie) en France
- 2016 : Samorin
- 2018 : Tryon, Caroline du Nord, États-Unis

## Déroulement de la compétition
L'épreuve se déroule sous forme d'une course de fond appelée raid représentée aux jeux équestres mondiaux. Elle consiste en un marathon de 160 kilomètres à réaliser en une seule journée, découpé en cinq boucles chacune d'une longueur différente. Cette course est chronométrée, le but est de parcourir une longue distance sur un itinéraire déterminé tout en conservant une monture en parfait état de santé. Se déroulant en extérieur, en terrain naturel ne comportant pas plus de dix pour cent de bitume, les concurrents doivent disposer d'un soutien logistique, notamment pour donner a boire et arroser les chevaux en cours de route a des points d’assistances. 
Des contrôles vétérinaires, régulièrement espacés sur le parcours, sont prévus pour veiller à ce que le cheval ne fournisse pas un trop grand effort. Si le rythme cardiaque est trop rapide et que le cheval ne récupérer pas assez vite, ou en cas de déshydratation, il est immédiatement disqualifié. Les vétérinaires vérifies la fréquence cardiaque, la déshydratation possible (pli de peau à l’encolure), la couleur des muqueuses oculaires, la fréquence respiratoire et le transit intestinal, l’état des membres et du dos, les allures au trot (symétrie, souplesse, régularité) et qu'il n'y est pas de boiterie. Ces renseignements sont notés sur la carte vétérinaire du cheval. est prise en compte dans le classement final .
Le gagnant est celui qui boucle les 160 kilomètres le plus rapidement, sans être écarté par les contrôles vétérinaires, dont le dernier a lieu le lendemain de l’épreuve et qui peut être éliminatoire. 
Pour le bien-être des chevaux qui indique que les compétitions ne doivent pas avoir lieu dans des conditions météo extrêmes qui peuvent compromettre la santé et la sécurité des chevaux.